# Echive d'Ibelin (reine de Chypre)
 (décembre 2012).
Si vous disposez d'ouvrages ou d'articles de référence ou si vous connaissez des sites web de qualité traitant du thème abordé ici, merci de compléter l'article en donnant les références utiles à sa vérifiabilité et en les liant à la section « Notes et références ».
Pour les articles homonymes, voir Echive d'Ibelin.
Echive d'Ibelin, née vers 1150 et morte en 1196 ou 1197, est la fille de Baudouin d'Ibelin (mort en 1187), seigneur de Ramla, et de Mirabel, et de Richilde de Bethsan.

## Mariage et descendance
Elle épouse, avant 1176, Aimery II de Lusignan (av. 1152 - 1er avril 1205) connétable du royaume de Jérusalem, roi de Chypre (1194-1205) et de Jérusalem (1197-1205), fils de Hugues VIII, seigneur de Lusignan et de Bourgogne de Rancon.
Ils ont :
- Guy de Lusignan (ap. 1175-av. 1205), fiancé à Marie de Champagne-Jérusalem, fille d'Henri II de Champagne et d'Isabelle de Jérusalem ;
- Jean de Lusignan (ap. 1175-av. 1205), fiancé à Alix de Champagne-Jérusalem, sœur de Marie ;
- Alix de Lusignan (ap. 1175-av. 1205) ;
- Bourgogne de Lusignan (av. 1193-ap. 1205), mariée à Gautier de Montbéliard ; postérité ;
- Héloïse de Lusignan (av. 1193-1216/1219), mariée à Raymond-Roupen d'Antioche ; postérité ;
- Hugues Ier de Lusignan (1193/1194 - 10 janvier 1218), roi de Chypre. il est fiancé à Philippa de Champagne-Jérusalem (sœur des précédentes), puis marié à Alix de Champagne-Jérusalem ; ils ont :
  - Marie de Lusignan (av. 1215-1251/1253), mariée à Gautier IV de Brienne : d'où la suite des comtes de Brienne (Henri IV en descend),
  - Isabelle de Lusignan (av. 1216-ap. 1264), mariée à Henri de Poitiers-Antioche : dont Hugues III de Poitiers-Antioche-Lusignan, roi de Chypre, prétendant au trône de Jérusalem en 1268,
  - Henri Ier de Lusignan dit le Gros (3 mars 1217 - 18 janvier 1253), roi de Chypre (1218-1254).